# Paropsia edulis
Paropsia edulis är en passionsblomsväxtart som beskrevs av Thou.. Paropsia edulis ingår i släktet Paropsia och familjen passionsblomsväxter. Inga underarter finns listade i Catalogue of Life.